# كلود جوزيف جوفروا
كلود جوزيف جوفروا (بالفرنسية: Claude-Joseph Geoffroy)‏ هو صيدلي وكيميائي وعالم نبات فرنسي، ولد في 8 أغسطس 1685 في باريس في فرنسا، وتوفي بنفس المكان في 9 مارس 1752.